# Mathias Grüner
Mathias Grüner (* 13. Dezember 1954 in Lobenstein) ist ein ehemaliger deutscher Fußballspieler, der in den 1970er Jahren für den FC Carl Zeiss Jena und die BSG Wismut Gera in der DDR-Oberliga, der höchsten Spielklasse im DDR-Fußball aktiv war. 

## Sportliche Laufbahn
Bis 1971 spielte Mathias Grüner bei der Betriebssportgemeinschaft (BSG) Empor Lobenstein, wo er zuletzt zur Junioren-Mannschaft gehörte. 
Von der BSG Empor wurde er zu Beginn der Saison 1971/72 zum regionalen Fußballschwerpunkt, dem FC Carl Zeiss Jena, delegiert. Nachdem Grüner schon zum Ende der Spielzeit 1973/74 in der zweitklassigen DDR-Liga-Mannschaft FCC II zu einem Einsatz gekommen war, wurde er für die Saison 1974/75 offiziell in den Kader der 2. Mannschaft aufgenommen. Hauptsächlich als Libero eingesetzt, bestritt Grüner von insgesamt 22 DDR-Liga-Spielen 17 Begegnungen.  1975/76 wurde er mit dem FCC II Staffelsieger in der DDR-Liga und war daran mit 20 Einsätzen als linker Verteidiger beteiligt. Da von der Saison 1976/77 die 2. Mannschaften aus der DDR-Liga verbannt worden waren, wurde Mathias Grüner in das Aufgebot der Oberligamannschaft aufgenommen. In der Oberliga wurde er jedoch nur in zwei Spielen eingesetzt. Zum ersten Mal kam er am 7. Spieltag in der Begegnung 1. FC Union Berlin – FCC (2:1) für 90 Minuten auf seiner bisherigen Stammposition als Rechtsverteidiger zum Einsatz. Am 19. Spieltag wurde er im Auswärtsspiel beim 1. FC Magdeburg zur 2. Halbzeit für Dieter Noack eingewechselt, an den er seinen Stammplatz verloren hatte. In der Hauptsache spielte Grüner für den FCC in der Nachwuchsoberliga, wo er in 17 Punktspielen auf unterschiedlichen Abwehrpositionen aufgeboten wurde. 
In der Saison 1977/78 spielte Grüner für den Oberliga-Aufsteiger BSG Wismut Gera. Bis zum April 1978 kam er auf acht Einsätze, in denen er wie gewohnt in der Abwehr spielte. Im Mai 1978 wurde er für 18 Monate zum Wehrdienst in der Nationalen Volksarmee eingezogen. Nach seiner Entlassung kehrte Grüner in seine Heimatstadt zurück und spielte wieder für die BSG Empor Lobenstein, die zu diesem Zeitpunkt in der viertklassigen Bezirksklasse Gera vertreten war. Unter Grüners Mitwirkung gelang den Lobensteinern der Aufstieg in die Bezirksliga, wo die Mannschaft, nun als BSG Elektronik antretend, von Grüner bis auf Platz vier geführt wurde. 1988 musste Mathias Grüner, bis dahin immer noch mit der BSG Elektronik in der Bezirksliga aktiv, aus gesundheitlichen Gründen seine Laufbahn als aktiver Fußballspieler beenden. 